# Olympische Winterspiele 1972/Rennrodeln
Bei den XI. Olympischen Winterspielen 1972 in Sapporo fanden drei Wettbewerbe im Rennrodeln statt. Austragungsort war die Rodelbahn am Teine.

## Bilanz

### Medaillenspiegel
| Platz | Land    | Gold | Silber | Bronze | Gesamt |
| ----- | ------- | ---- | ------ | ------ | ------ |
| 1     | DDR     | 3    | 2      | 3      | 8      |
| 2     | Italien | 1    | –      | –      | 1      |

### Medaillengewinner
| Konkurrenz       | Gold                                                              | Silber       | Bronze                                 |
| ---------------- | ----------------------------------------------------------------- | ------------ | -------------------------------------- |
| Einsitzer Männer | Wolfgang Scheidel                                                 | Harald Ehrig | Wolfram Fiedler                        |
| Einsitzer Frauen | Anna-Maria Müller                                                 | Ute Rührold  | Margit Schumann                        |
| Doppelsitzer     | Horst Hörnlein, Reinhard Bredow Paul Hildgartner, Walter Plaikner | –            | Klaus-Michael Bonsack, Wolfram Fiedler |

## Ergebnisse
(alle Laufzeiten in Sekunden, Gesamtzeiten in Minuten)

### Einsitzer Männer
| Platz | Land | Sportler              | 1. Lauf | 2. Lauf | 3. Lauf | 4. Lauf | Gesamt  |
| ----- | ---- | --------------------- | ------- | ------- | ------- | ------- | ------- |
| 1     | GDR  | Wolfgang Scheidel     | 52,17   | 52,06   | 51,58   | 51,77   | 3:27,58 |
| 2     | GDR  | Harald Ehrig          | 52,60   | 52,32   | 51,74   | 51,73   | 3:28,39 |
| 3     | GDR  | Wolfram Fiedler       | 53,04   | 52,55   | 51,61   | 51,53   | 3:28,73 |
| 4     | GDR  | Klaus-Michael Bonsack | 52,98   | 52,72   | 51,54   | 51,92   | 3:29,16 |
| 5     | FRG  | Leonhard Nagenrauft   | 53,00   | 52,79   | 51,97   | 51,91   | 3:29,67 |
| 6     | FRG  | Josef Fendt           | 53,03   | 52,73   | 52,25   | 52,02   | 3:30,03 |
| 7     | AUT  | Manfred Schmid        | 53,06   | 52,80   | 52,19   | 52,00   | 3:30,05 |
| 8     | ITA  | Paul Hildgartner      | 53,66   | 52,76   | 51,94   | 52,19   | 3:30,55 |
| 9     | ITA  | Karl Brunner          | 53,14   | 53,26   | 52,28   | 52,19   | 3:30,87 |
| 10    | AUT  | Josef Feistmantl      | 53,18   | 53,11   | 52,52   | 52,51   | 3:31,32 |
| 11    | ITA  | Emilio Lechner        | 53,59   | 53,49   | 52,20   | 52,13   | 3:31,41 |
|       |      |                       |         |         |         |         |         |
| 15    | FRG  | Wolfgang Winkler      | 54,07   | 53,53   | 52,66   | 52,82   | 3:33,08 |
| 16    | AUT  | Rudolf Schmid         | 54,33   | 53,93   | 52,74   | 52,76   | 3:33,76 |
| 17    | FRG  | Hans Wimmer           | 54,09   | 53,82   | 52,62   | 53,27   | 3:33,80 |
| 21    | ITA  | Leo Atzwanger         | 54,41   | 54,32   | 53,38   | 53,22   | 3:35,33 |
| 23    | AUT  | Franz Schachner       | 54,67   | 54,38   | 53,40   | 53,17   | 3:35,62 |
| 39    | LIE  | Werner Sele           | 56,39   | 56,04   | 55,03   | 54,92   | 3:42,38 |

1. und 2. Lauf: 4. Februar 1972 
 3. und 4. Lauf: 7. Februar 1972
45 Teilnehmer aus 13 Ländern, davon 44 in der Wertung.

### Einsitzer Frauen
| Platz | Land | Sportlerin           | 1. Lauf | 2. Lauf | 3. Lauf | 4. Lauf | Gesamt  |
| ----- | ---- | -------------------- | ------- | ------- | ------- | ------- | ------- |
| 1     | GDR  | Anna-Maria Müller    | 45,00   | 45,00   | 44,86   | 44,32   | 2:59,18 |
| 2     | GDR  | Ute Rührold          | 44,95   | 45,23   | 44,76   | 44,55   | 2:59,49 |
| 3     | GDR  | Margit Schumann      | 44,95   | 45,38   | 44,65   | 44,56   | 2:59,54 |
| 4     | FRG  | Elisabeth Demleitner | 45,45   | 45,62   | 45,08   | 44,65   | 3:00,80 |
| 5     | JPN  | Yuko Otaka           | 45,21   | 45,65   | 45,39   | 44,73   | 3:00,98 |
| 6     | POL  | Wiesława Martyka     | 45,66   | 45,98   | 45,52   | 45,17   | 3:02,33 |
| 6     | POL  | Halina Kanasz        | 45,68   | 46,12   | 45,47   | 45,06   | 3:02,33 |
| 8     | ITA  | Sarah Felder         | 45,90   | 45,93   | 45,99   | 45,08   | 3:02,90 |
| 9     | POL  | Barbara Piecha       | 45,96   | 46,24   | 45,89   | 44,98   | 3:03,07 |
| 10    | FRG  | Christa Schmuck      | 45,98   | 46,01   | 45,99   | 45,21   | 3:03,19 |
| 11    | AUT  | Angelika Schafferer  | 46,00   | 46,41   | 45,94   | 45,71   | 3:04,06 |
|       |      |                      |         |         |         |         |         |
| 14    | AUT  | Antonia Mayr         | 46,15   | 46,36   | 45,97   | 46,12   | 3:04,60 |
| 16    | AUT  | Margit Graf          | 46,89   | 46,92   | 46,25   | 46,23   | 3:06,29 |
| 18    | FRG  | Gisela Otto          | 47,04   | 46,78   | 46,73   | 45,99   | 3:06,54 |

1. und 2. Lauf: 4. Februar 1972 
 3. Lauf: 5. Februar 1972 
 4. Lauf: 7. Februar 1972
22 Teilnehmerinnen aus 8 Ländern, davon 20 in der Wertung. Ausgeschieden u. a.: Erika Lechner (ITA).

### Doppelsitzer
| Platz | Land | Sportler                               | 1. Lauf | 2. Lauf | Gesamt  |
| ----- | ---- | -------------------------------------- | ------- | ------- | ------- |
| 1     | GDR  | Horst Hörnlein, Reinhard Bredow        | 44,21   | 44,14   | 1:28,35 |
| 1     | ITA  | Paul Hildgartner, Walter Plaikner      | 44,27   | 44,08   | 1:28,35 |
| 3     | GDR  | Klaus-Michael Bonsack, Wolfram Fiedler | 44,69   | 44,47   | 1:29,16 |
| 4     | JPN  | Satoru Arai, Masatoshi Kobayashi       | 44,73   | 44,90   | 1:29,63 |
| 5     | FRG  | Hans Brandner, Balthasar Schwarm       | 44,86   | 44,80   | 1:29,66 |
| 5     | POL  | Mirosław Więckowski, Wojciech Kubik    | 44,88   | 44,78   | 1:29,66 |
| 7     | AUT  | Manfred Schmid, Ewald Walch            | 44,92   | 44,83   | 1:29,75 |
| 8     | ITA  | Siegfried Mair, Ernesto Mair           | 45,22   | 45,04   | 1:30,26 |
| 9     | POL  | Lucjan Kudzia, Ryszard Gawior          | 44,73   | 44,90   | 1:30,68 |
| 9     | AUT  | Rudolf Schmid, Franz Schachner         | 45,37   | 45,31   | 1:30,68 |
| 11    | FRG  | Stefan Hölzlwimmer, Hans Wimmer        | 45,61   | 45,31   | 1:30,92 |

1. und 2. Lauf: 10. Februar 1972
20 Teams aus 11 Ländern, alle in der Wertung.
Die Gleichstände in diesem Rennen veranlassten die FIL dazu, die Messung der Fahrzeiten künftig auf Tausendstelsekunden genau vorzunehmen.